# قلعة الوراد (كعيدنة)

تعديل مصدري - تعديل

قلعة الوراد هي إحدى قرى عزلة كعيدنة بمديرية كعيدنة التابعة لمحافظة حجة، بلغ تعداد سكانها 336 نسمة حسب تعداد اليمن لعام 2004.